# Петракис, Гарри Марк
Хара́ламбос «Га́рри» Марк Петра́кис (англ. Haralampos «Harry» Mark Petrakis; 5 июня 1923 — 2 февраля 2021) — американский писатель, педагог, почётный доктор. Известен работами, посвящёнными описанию жизни греческих иммигрантов в чикагском гриктауне. Член Ордена святого апостола Андрея (архонт нотариос Вселенского Патриархата, 1991). Лауреат Почётной медали острова Эллис (1995).

## Биография
Родился в семье греческого православного священника Марка Петракиса, иммигрировавшего в США в 1916 году вместе со своей супругой Стеллой. Пара проживала в деревне недалеко от города Ретимнон (Крит, Греция), и приехала в Соединённые Штаты с четырьмя первыми детьми: Дэном, Барбарой, Мануэлем и Тасулой. Спустя пять лет в семье появился пятый ребёнок, сын Гарри Марк, а позднее, когда семья обосновалась в Чикаго (Иллинойс), родился шестой ребёнок, дочь Айрин.
Гарри Марк посещал начальную школу при греческой православной церкви Св. Константина и Елены, являвшейся приходом его отца в Чикаго. В школьные годы читал стихи собственного сочинения и играл главные роли в классических постановках греческих трагедий. Мальчик научился читать и писать на греческом языке, на котором говорили дома, хотя никогда не писал на нём свои произведения. В греческой школе Гарри познакомился с будущей супругой, гречанкой Дианой Перпарос, чей отец Джон владел несколькими химчистками и мастерскими по ремонту обуви в Чикаго. Несмотря на то, что он являлся сыном священника, Петракис был членом банды, состоявшей из детей иммигрантов разного этнического происхождения, проживавших в районе Вудлон.
В возрасте 11 лет Гарри заболел туберкулёзом. На протяжении последующих двух лет мальчик был прикован к постели и не посещал школу. Позднее он писал, что этот период жизни повлиял на него больше всего за все годы детства и молодости. Своё время Гарри посвятил чтению в постели, что впоследствии назвал «спасением от растущей депрессии, порождённой бездеятельностью». Одной из книг, повлиявшей на него больше всего, был роман «Мартин Иден» Джека Лондона, в котором моряк-самоучка мечтал стать писателем.
После выздоровления Гарри вернулся в среднюю школу Энглвуда на юго-западе Чикаго. Он преуспел на занятиях по военной подготовке, однако начал прогуливать уроки, а в итоге и вовсе перестал посещать школу. Заметив у сына неприятие школы, отец отправил его к брату Мануэлю, который учился в Иллинойсском университете в Урбане-Шампейне. Петракис был зачислен в среднюю школу в Эрбане, но вскоре снова стал прогуливать занятия, часто проводя день за чтением в одной из университетских библиотек. Узнав об этом, отец привёз его обратно в Чикаго, и записал в приходскую школу, которая специализировалась на обучении проблемной молодёжи, где Петракис продержался всего две недели. Среднюю школу он так никогда и не окончил. Тем не менее, в последующие годы Петракис шесть раз стал обладателем степени почётного доктора и преподавал в университетах, в том числе новогреческую филологию на кафедре имени Никоса Казандзакиса в Университете штата Калифорния в Сан-Франциско и в качестве приглашённого лектора — в Университете Огайо.
Как и многие молодые люди без аттестата о среднем образовании, Петракис пристрастился к азартным играм, чем зарабатывал на жизнь. Оставив в итоге игры, молодой человек начал работать, однако это были кратковременные случайные заработки, как то: укладчик багажа, работник сталелитейного завода, водитель грузовика, гладильщик в химчистке, продавец недвижимости, рекламный копирайтер, а также спичрайтер младшего звена в сталелитейной компании U.S. Steel. Кроме того, он занялся ресторанным бизнесом, был владельцем и управляющим небольшой закусочной «Art’s Lunch». Параллельно работе по ночам занимался писательской деятельностью.
На протяжении 10 лет Петракис постоянно передавал рукописи в различные литературные журналы, в которых публиковались его небольшие рассказы. В 1956 году, в возрасте 33 лет, он продал свой первый рассказ «Pericles on 31st Street», опубликованный в «Atlantic Monthly», получив одну из премий Atlantic Firsts. После этого Петракис продолжал публиковаться в «Atlantic». Впоследствии были опубликованы его произведения «The Wooing of Ariadne» в «The Saturday Evening Post» и «Dark Eye» в журнале «Playboy». Ещё один рассказ «The Prison» получил Премию О. Генри (1966). Кроме того, антология «Pericles on 31st Street» была названа финалистом/номинантом Национальной книжной премии за художественное произведение (1966).
В 1966 году к Петракису впервые пришёл международный успех благодаря роману «Мечта королей» (A Dream of Kings), который второй год подряд сделал его номинантом на Национальную книжную премию за художественное произведение. Книга в течение 12 недель находилась в списке бестселлеров по версии газеты «The New York Times», была переведена на 12 языков, а также в Голливуде по ней был снят фильм под одноимённым названием. Главную роль Леонидаса Мацукаса сыграл актёр Энтони Куинн, уже знакомый американцам по роли Алексиса Зорбы в более раннем фильме «Грек Зорба» (1964). Куинн, искусно изобразивший Мацукаса как страстного греческого иммигранта, полного жажды жизни, был настолько похож на Зорбу, что один критик назвал его «Греко-американец Зорба» (Zorba the Greek-American). Фильм «Мечта королей» был выпущен в 1969 году компанией National General Pictures, её режиссёром выступил Дэниэл Манн, ранее работавший с актёрами Бертом Ланкастером, Анной Маньяни и Элизабет Тейлор.
В 1982 году Петракис перенёс болезнь и сопутствующую депрессию, доведших его до грани смерти. После операции на колене из-за травмы во время игры в теннис у писателя возник синдром «свисающей стопы». Один из неврологов диагностировал у него латеральный амиотрофческий склероз (болезнь Лу Герига). Не подозревая о том, что диагноз в итоге окажется неверным, Петракис решил, что не будет ожидать прогрессирования болезни и купил пистолет с целью покончить жизнь самоубийством, что в итоге не сделал. В дальнейшем Петракис много говорил и писал о своей болезни, которая, как оказалось, не была болезнью Лу Герига.

## Личная жизнь
В 1945—2019 годах был женат на Диане Перпарос, от брака с которой имеет сыновей Марка, Джона и Дина.

## Награды и почести
- Atlantic First (1957)
- Benjamin Franklin Citation (1957)
- Friends of American Writers Award (1964)
- Friends of Literature Award (1964)
- Society of Midland Authors Award (1964)
- Премия О. Генри (1966)
- номинант Национальной книжной премии за художественное произведение (1966)
- номинант Национальной книжной премии за художественное произведение (1967)
- Writer-in-Residence, Chicago Public Library (1976—1977)
- Writer-in-Residence, Chicago Board of Education (1978)
- Carl Sandburg Award (1983)
- Gabby Award for Arts & Culture (2009)
- Награда Академии достижений, Американо-греческий прогрессивный просветительский союз (AHEPA) (2010)
- Nikos Kazantzakis Award for the Arts, Панкритская ассоциация Америки (2013)[16]
- Fuller Lifetime Achievement Award, Chicago Literary Hall of Fame (2014)
- Почётный доктор гуманитарных наук Американского колледжа Греции, Греческой православной богословской школы Святого Креста, Иллинойсского университета в Урбане-Шампейне, Индианского университета Северо-Западного, Университета Рузвельта и Университета Губернаторов.

### Романы
- Lion at My Heart (1959). Boston: Little, Brown.
- The Odyssey of Kostas Volakis (1963). New York: David McKay.
- A Dream of Kings (1966). New York: David McKay.
- In the Land of Morning (1973). New York: David McKay.
- The Hour of the Bell: a novel of the Greek War of Independence against the Turks (1976). Garden City, NY: Doubleday.
- Nick the Greek (1979). Garden City, NY: Doubleday.
- Days of Vengeance (1983). Garden City, NY: Doubleday.
- Ghost of the Sun (1990), sequel to A Dream of Kings. New York: St. Martin’s Press.
- Twilight of the Ice (2003). Carbondale, IL: Southern Illinois University Press.
- The Orchards of Ithaca (2004). Carbondale, IL: Southern Illinois University Press.
- The Shepherds of Shadows (2008), sequel to The Hour of the Bell. Carbondale, IL: Southern Illinois University Press.

### Сборники рассказов
- Pericles on 31st Street (1965). Chicago: Quadrangle Books.
- A Petrakis Reader (1978). Garden City, NY: Doubleday.
- The Waves of Night, and other stories (1969). New York: David McKay Company.
- Collected Stories (1987) Chicago: Lake View Press.
- Legends of Glory and other stories (2007). Carbondale, IL: Southern Illinois University Press.
- Cavafy’s Stone and other village tales (2010). Chicago: Wicker Park Press.

### Автобиографические работы
- Stelmark: A Family Recollection (1970). New York: David McKay. Re-released (in 1983) as part of Reflections.
- Reflections: A Writer’s Life, A Writer’s Work (1983). Chicago: Lake View Press. Contains Stelmark and Journal of a Novel.
- Tales of the Heart: Dreams and Memories of a Lifetime (1999). Chicago: Ivan R. Dee.
- Journal of a Novel (2012). Chesterton, IN: Duneland Books. Previously published in Reflections.
- Song of My Life (2014). Columbia, SC: University of South Carolina Press.

### Другие публицистические произведения
- The Founder’s Touch: The Life of Paul Galvin of Motorola (1965). New York: McGraw-Hill.
- Henry Crown: The Life and Times of the Colonel (1998). Co-authored with David B. Weber. Chicago: Henry Crown & Company.
- Reach Out: The Story of Motorola and Its People (2003). Kingsport, TN: Quebecor World/Kingsport.

## Комментарии
1. ↑  Данный вариант передачи фамилии на русский язык является транслитерационным, в то время как транскрипционным вариантом является Петрэйкис.